# Alfredo Mileo
Alfredo Mileo (Buenos Aires, Argentina; ¿? - Id; 26 de agosto de 1981) fue un primer actor argentino de larga trayectoria escénica.

## Carrera
Primera figura de reparto de la escena nacional argentina, Alfredo Mileo supo brillar en la pantalla grande, por lo general en películas de temas gauchescos, como Loco lindo (1936) con Luis Sandrini, Tomás Simari y Sofía Bozán,  Fuego en la montaña de 1938, con  Leopoldo Simari y Nélida Franco;  ¡Gaucho! (1942) bajo la dirección de  Leopoldo Torres Ríos, con Santiago Arrieta, Pedro Maratea y Aída Alberti; Fuego en la montaña nuevamente junto a Aída Alberti y con Florén Delbene; y La muerte en las calles, una película que se filmó en 1952 pero que por cuestiones comerciales recién se estrenó en 1957.
De extensa carrera teatral fue primer actor de la compañía de Paquito Busto. Actuó en obras como La virgencita de madera y ¿Qué hago con tanta plata?.
Se desempeñó también como vocal de La Asociación Gremial de Actores junto con Pierina Dealessi, Gerardo Rodríguez, Tito Climent, Malisa Zini, León Zárate y Mario Pocoví.
El actor Alfredo Mileo falleció por causas naturales el miércoles 26 de agosto de 1981. 

## Filmografía
- 1936: Loco lindo
- 1938: El casamiento de Chichilo.
- 1941: Tierra adentro.
- 1941: Un hombre bueno.
- 1941: Yo quiero morir contigo.
- 1942: ¡Gaucho!.
- 1942: Cruza.
- 1942: Ponchos azules.
- 1943: Fuego en la montaña.[1]
- 1957: La muerte en las calles.

## Teatro
- Noches de carnaval (1936)
- Filomena y Pipistrelo se casan en el Riachuelo (1944), obra de Florencio Chiarello, estrenada en el Teatro Comedia de Rosario.
- Platuda y de abolengo (1944), obra de Antonio Botta y Marcos Bronenberg, presentada en el Teatro Apolo con Carlos Betoldi, Elda Dessel, Malvina Pastorino, Tomás Simari, María Turgenova, Carlos Ugarte, Antonia Volpe y Roberto Croharé.[2]
- El hogar ajeno (1949)
- El hombre imperfecto (1949)
- ¡Que no lo sepa Nicola! (1950) de Arsenio Mármol, bajo la compañía de comedia de Pepe Ratti junto con Tino Tori, María Esther Paonessa, Cristina Valmar y Antonia Volpe.[3]
- Los milagros del Padre Liborio (1959), estrenado en el Teatro Marconi, con la Compañía de Tomás Simari.